# Individualismo

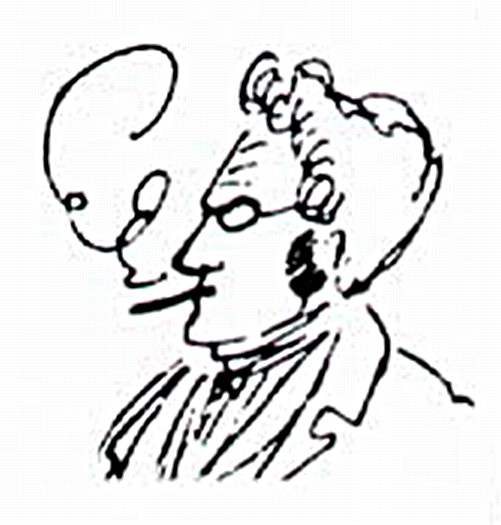
Ritratto di profilo di Max Stirner, un importante teorico dell'individualismo, a opera di Friedrich Engels

L'individualismo è una posizione morale, una filosofia politica, un'ideologia, o prospettiva sociale, che sottolinea il valore morale dell'individuo. Gli individualisti promuovono l'esercizio del raggiungimento di alcuni obiettivi quali l'indipendenza e l'autonomia, opponendo, tuttavia, la più strenua resistenza agli intralci sui loro interessi, sia per la società che per qualsiasi altro gruppo o istituzione.
L'Individualismo rende l'individuo il suo punto di focalizzazione e parte con il presupposto che l'individuo umano è di importanza primaria nella lotta per la liberazione. La libertà, nelle sue forme più svariate, è la sostanza fondamentale per molte di queste correnti. Il liberalismo classico, il libertarianismo, l'esistenzialismo e l'individualismo anarchico sono esempi di movimenti che prendono l'individuo umano come unità centrale per le analisi.
È stato fatto uso del termine per denotare "La qualità di essere individuale; e quindi l'individualità" riferendosi a possedere "una caratteristica individuale; una cattiva abitudine." L'Individualismo è anche associato agli interessi artistici e bohème e a degli stili di vita in cui vi è una tendenza alla creazione e alla sperimentazione di sé stessi, in contrasto alla tradizione o alle opinioni e ai comportamenti della classe popolare così come con le posizioni filosofiche ed etiche umaniste.

## L'Individuo
Come da utilizzo comune, l'individuo è una persona od un qualsiasi specifico oggetto di una collezione. Nel XV secolo e precedentemente, e in tempi attuali, all'interno dei campi della statistica e della metafisica, individuale significa "indivisibile", termine tipicalmente usato per descrivere un qualsiasi ente singolo numerabile, ma con più frequenza viene adoperato per indicare la "persona" nel suo contesto. Dal XVII secolo in poi, individuale significa separatezza, come quanto indicato nell'individualismo. L'Individualità è la condizione o la qualità di essere un individuo; ossia una persona separata dalle altre con dei propri bisogni, obiettivi, e desideri da raggiungere.

## Individualismo e società
Un individualista entra all'interno della società e degli altri suoi interessi, o richiede almeno il diritto per subordinarsi ai propri interessi, senza prendere in considerazione gli interessi della società (un individualista non ha necessariamente bisogno di essere un egoista). Un individualista non presta fede ad una qualsiasi filosofia che richiede il sacrificio dei propri interessi dei singoli per tutte le cause sociali più elevate. Di questo tenore, ad esempio, fu la concezione di "individualismo" che animò un celebre discorso di Benjamin Constant all'Università di Parigi nel 1819. In quell'occasione, Constant definì l'individualismo come la "libertà dei moderni", dichiarando conclusa l’epoca in cui gli uomini si sottomettevano interamente al potere collettivo per acquisire sovranità sugli affari pubblici. Jean-Jacques Rousseau affermerebbe, invece, che il suo concetto di "volontà generale" nel suo Contratto Sociale non è che una semplice raccolta di volontà individuali, e che favorisce solamente gli interessi dell'individuo (il vincolo del diritto sarebbe vantaggioso per l'individuo, in quanto la mancanza di rispetto per la legge comporta necessariamente, agli occhi di Rousseau, una forma di ignoranza e la sottomissione alle proprie passioni invece che un'autonomia della ragione).
Le società e i gruppi possono differenziarsi, nella misura in cui essi si basano sugli "interessi personali" (individualistici, e probabilmente egoisti) molto più degli "interessi collettivi" (orientati alla collettività, ad un gruppo di persone, o alla società). Ruth Benedict afferma che esiste anche una descrizione, rilevante in questo contesto, tra "le società colpevoli" (ad esempio, l'Europa medievale) con dei "punti di riferimento standard interni", e le "società umilianti" (ad esempio, il Giappone, "che rinnega i propri antenati") con dei "punti di riferimento standard esterni", dove la gente guarda ai loro coetanei per ricevere una risposta, un feedback, se un'azione è "giusta" o no (metodo meglio conosciuto come "pensiero collettivo").
La misura in cui ciascuna società o gruppo risulta "individualista" può variare di tempo in tempo, e da nazione a nazione. Per esempio, la società Giapponese è maggiormente incline alle collettività (per esempio, le decisioni tendono ad essere prese in base ai consensi di più gruppi di persone, piuttosto che da singoli individui) ed è stato discusso che le "personalità sono meno sviluppate" (più di quanto è tipico in Occidente). Gli Stati Uniti sono spesso considerati come la coda dell'individualismo, tenendo presente che le società Europee tendono maggiormente a credere nello "spirito civico", negli investimenti di stato "socialisti", e nelle iniziative "pubbliche".
John Kenneth Galbraith propose una classica distinzione tra "il benessere personale e lo squallore pubblico" negli Stati Uniti, e "lo squallore personale e il benessere pubblico" in, ad esempio, Europa, e quindi una correlazione tra l'individualismo e i gradi di intervento nel settore pubblico e nella fiscalità.
L'Individualismo è stato spesso contrastato dal totalitarismo o dal collettivismo, poiché infatti si può riscontrare un'ombra di quei comportamenti, che, da un livello sociale di una società fortemente individualista, attraverso le società miste (un termine che il Regno Unito ha fatto uso nel periodo successivo alla Seconda guerra mondiale), giunge ad una collettivista. Inoltre, diversi collettivisti (particolarmente sostenitori del collettivismo anarchico o del socialismo libertario) propongono una sostanziale differenza tra collettivismo di mentalità libertaria e le pratiche totalitarie.

## Individualismo politico
Nella filosofia politica, la teoria individualista del governo asserisce che lo Stato dovrebbe proteggere la libertà degli individui nella pratica così come questi vogliono, purché non infrangano la libertà altrui. Ciò è in contrasto con le teorie politiche collettiviste, in cui, invece di lasciare le persone nel perseguire i propri scopi, lo Stato assicura che l'individuo serva all'intera società. Il termine fu utilizzato per descrivere le "iniziative individuali" e la "libertà dell'individuo." Questa teoria può essere ben descritta come "laissez faire", che in francese significa "lasciate fare [la gente]" "[per loro stessi che sanno come fare]".
Gli Individualisti sono principalmente interessati a tutelare l'autonomia individuale nei confronti degli obblighi imposti dalle istituzioni sociali (come lo Stato). Molti individualisti credono nel proteggere la libertà della minoranza dalla volontà della maggioranza. Così, gli individualisti si oppongono ai sistemi democratici senza protezioni costituzionali esistenti, non permettendo che la libertà individuale debba essere limitata dagli interessi della maggioranza. Questi attivismi riguardano sia le libertà civili che economiche.
Per Susan Brown "Liberalismo e anarchismo sono due filosofie politiche che sono fondamentalmente in legame con la libertà individuale ma differiscono tra loro in modi molto diversi. L'anarchismo condivide con il liberalismo un impegno radicale per la libertà individuale pur respingendo le relazioni competitive tra le proprietà liberaliste."

### Liberalismo
Il Liberalismo (dal latino liberalis, "della libertà; degno di un uomo libero, gentile, cortese, generoso") è credere nella importanza della libertà individuale. Questa convinzione è ampiamente accettata oggi in tutto il mondo, ed è stata riconosciuta come un valore importante da molti filosofi nel corso della storia. L'Imperatore Romano Marco Aurelio ha lodato "l'idea di un sistema politico amministrato in considerazione ai pari diritti e alla pari libertà di parola, e l'idea di un governo regale che rispetti la maggior parte di tutta la libertà dei governati".
Il liberalismo moderno affonda le proprie radici nell'Illuminismo e respinge molte ipotesi fondamentali che hanno dominato la maggior parte delle teorie precedenti sul governo, come il Diritto divino dei re, lo Stato ereditario, e la religione di Stato. John Locke è stato spesso accreditato per i fondamenti filosofici del liberalismo moderno. Ha scritto che "nessuno deve danneggiare l'altro nella sua vita, nella salute, nella libertà, o nei beni."
Nel XVII secolo le idee liberali cominciarono a influenzare i governi europei, in nazioni come Paesi Bassi, Svizzera, Inghilterra e Polonia, sebbene fossero fortemente in opposizione fra di loro, e spesso coinvolte in conflitti armati, da coloro i quali avevano favorito una monarchia assoluta e stabilito una religione di Stato. Nel XVIII secolo, in America, fu fondato il primo Stato liberale moderno, senza la presenza di un monarca o un'aristocrazia ereditaria. Nella "Dichiarazione di indipendenza" americana è inclusa la frase che "tutti gli uomini sono creati uguali, che essi sono dotati dal loro Creatore di alcuni diritti inalienabili, cui tra questi vi sono la vita, la libertà e il perseguimento della felicità, e per assicurare questi diritti, i governi sono istituiti dagli uomini, dai quali derivano i giusti poteri dal consenso dei governati".
Il liberalismo esiste sotto diverse forme. Secondo John N. Gray, l'essenza del liberalismo è "la tolleranza dei credi differenti e delle altrettante idee, e su ciò si basa un equilibrio perfetto."

### Anarchismo
L'Anarchismo è una filosofia politica che si basa sulle teorie e le attitudini che ritengono che lo Stato sia non necessario, nocivo, o comunque indesiderato, e favoriscono invece una società senza stato o un'anarchia. Gli anarchici individualisti possono disporre di criteri aggiuntivi per ciò che loro stessi concepiscono sia anarchico, e spesso vi è un ampio disaccordo su questi concetti. Secondo la The Oxford Companion to Philosophy, "Non esiste un'unica definizione che tutti gli anarchici condividano, e quelli che vengono considerati anarchici nel migliore dei casi condividono un'idea di una famiglia unita."

#### Anarchismo individualista
L'anarchismo individualista si riferisce a una di quelle diverse tradizioni di pensiero nel movimento anarchico che enfatizza l'individuo e il suo essere su qualsiasi tipo di fattori esterni, come gruppi, società, tradizioni e sistemi ideologici. L'anarchismo individualista non è una filosofia unica, ma si riferisce ad un gruppo di filosofie individualistiche che talvolta sono in conflitto fra di loro. All'inizio le influenze dell'anarchismo individualista sono state il pensiero di William Godwin, Henry David Thoreau (Trascendentalismo), Josiah Warren ("sovranità dell'individuo"), Lysander Spooner ("diritto naturale"), Pierre-Joseph Proudhon (mutualismo), Herbert Spencer ("legge dell'uguale libertà") e Max Stirner (egoismo). Da lì si espanse in Europa e negli Stati Uniti. Benjamin Tucker, un anarchico individualista famoso del XIX secolo, ha dichiarato che "se l'individuo ha il diritto di governare se stesso, ogni governo esterno è tirannia".

## Individualismo filosofico

### Egoismo etico
L'egoismo etico (anche semplicemente chiamato egoismo) è una posizione etica normativa per cui l'ente morale dovrebbe muoversi in base ai propri interessi personali. Si differenzia dall'egoismo psicologico, che afferma che la gente agisce solo in base ai propri interessi. L'egoismo etico si differenzia anche dall'egoismo razionale, che sostiene semplicemente che è razionale agire nei propri interessi personali. Queste concezioni di pensiero, tuttavia, possono essere combinate con l'egoismo etico.
L'egoismo etico è in contrasto con l'altruismo etico, il quale afferma che il garante morale ha l'obbligo di aiutare e servire gli altri. Sia l'egoismo che l'altruismo sono in disaccordo con l'utilitarismo etico, che afferma che il garante morale dovrebbe considerare i propri interessi (meglio noti come soggetti) senza avere alcun riguardo per gli altri (come fa l'egoismo, elevando i propri interessi e il proprio "io" sugli altri), ma allo stesso tempo un individuo non dovrebbe (come invece l'altruismo fa) sacrificare uno dei propri interessi per aiutare quelli degli altri, dal momento che uno degli interessi personali (ad esempio, un proprio desiderio o benessere) è sostanzialmente equivalente ai medesimi altrui. Egoismo, utilitarianismo, e altruismo sono tutte forme derivate dal consequenzialismo, ma l'egoismo e l'altruismo contrastano con l'utilitarianismo, giacché entrambi sono delle forme derivate dal consequenzialismo che come focalizzano sull'agente morale; anche se l'utilitarianismo viene definito neutrale verso l'agente (presentandosi come obbiettivo e imparziale), allo stesso modo è indifferente verso i bisogni individuali del soggetto stesso, così come non considera questi come uguali ai bisogni primari, ai desideri, o al benessere di tutti gli altri.
L'egoismo etico, tuttavia, non richiede agenti morali per ledere gli interessi e il benessere degli altri quando è artefice di una deliberazione morale; ad esempio, ciò che è presente negli interessi personali di un agente può essere dannoso per inciso, favorevole o neutrale nei suoi effetti sugli altri. L'individualismo permette che gli interessi e il benessere altrui siano presi o non, in considerazione, a patto che ciò che viene scelto sia efficace nel soddisfare gli interessi personali dell'agente stesso. Né l'egoismo etico comporta necessariamente che, nel perseguire gli interessi personali, si dovrebbe sempre fare ciò che si vuole; a lungo termine, la realizzazione di desideri a breve termine può risultare dannosa per il proprio io. Sulle parole di James Rachels, "l'egoismo etico [...] approva l'egocentrismo, ma non accetta la follia."
L'egoismo etico è stato spesso la base filosofica per svariate dottrine quali il libertarianismo o l'anarco-individualismo come ad esempio si può vedere in Max Stirner, anche se nella sua filosofia si può riscontrare una leggera dose di altruismo. Queste sono posizioni politiche basate in parte sul pensiero che gli individui non dovrebbero impedire coercitivamente agli altri di esercitare la propria libertà di azione.

### Esistenzialismo
Esistenzialismo è un termine applicato ai lavori di diversi filosofi del diciannovesimo e del ventesimo secolo i quali, nonostante le profonde differenze dottrinali, generalmente concordano che il pensiero filosofico si debba focalizzare sull'affrontare le condizioni esistenziali di una persona, e i suoi relativi sentimenti, azioni, pensieri e responsabilità. Verso gli inizi del XIX secolo, il filosofo Søren Kierkegaard, successivamente considerato come il padre dell'esistenzialismo, asserì che l'individuo ha la sola responsabilità di dare un significato esistenziale alla propria vita e viverla con passione e sincerità, nonostante tutti gli ostacoli esistenziali e le distrazioni tra cui la disperazione, la rabbia, le assurdità, l'alienazione, e la noia.
I filosofi esistenziali successivi mantengono l'accento sull'idea di individuo, ma differiscono, in misura diversa, da come si realizza e cosa costituisce una vita appagante, quali sono gli ostacoli da superare, e quali fattori esterni ed interni sono coinvolti, tra cui le conseguenze potenziali dell'esistenza o dell'inesistenza di Dio. Molti esistenzialisti hanno anche trattato le discussioni della filosofia tradizionale o accademica, in entrambi gli stili e contenuti, come troppo astratte e distanti dalla concreta esperienza umana esistenziale. L'esistenzialismo si diffuse e acquisì fascino negli anni successivi alle Guerre mondiali diventando un modo per ribadire l'importanza dell'individualità e della libertà umana.

### Umanesimo
L'umanesimo è una concezione comune ad un ampio raggio di posizioni etiche che danno valore alla dignità, alle preoccupazioni, e alle capacità degli esseri umani, soprattutto alla razionalità. Sebbene il termine può assumere svariati significati, il suo significato entra nel suo obbiettivo quando entra in contrasto con il soprannaturale o fa ricorso all'idea di autorità. Dal diciannovesimo secolo, l'umanesimo è stato spesso associato con un anticlericalismo ereditato dal diciottesimo secolo dai filosofi illuministi. Verso gli inizi del ventesimo secolo l'umanesimo tende fortemente ad accentuare i diritti umani, tra cui i diritti di riproduzione, l'eguaglianza fra i sessi, la giustizia sociale, e la separazione tra Stato e Chiesa. Il termine arriva a coprire religioni non-teistiche organizzate, umanesimo secolare, e un atteggiamento di vita umanistico.

### Edonismo
L'Edonismo è una scuola di etica che sostiene che il piacere è l'unico valore intrinseco. L'idea base dietro il pensiero edonista è che il piacere è l'unica cosa che è benefica per una persona. Tale termine viene spesso usato come giustificazione valutare in termini di quanto piacere e quanto leggero dolore (sofferenza) provocano le azioni. In termini semplici, un edonista cerca di massimizzare il piacere netto, e di ridurre più possibilmente il dolore.

### Oggettivismo
L'Oggettivismo è un sistema filosofico creato dalla filosofa e scrittrice Ayn Rand (1905–1982) che afferma: la realtà esiste indipendentemente dalla coscienza; gli esseri umani guadagnano la conoscenza razionalmente dalla percezione attraverso il processo della formazione del concetto e tramite processi logici induttivi e deduttivi; lo scopo morale di una vita è la ricerca della propria felicità o dei propri interessi personali; l'unico sistema sociale consistente con questa moralità è enormemente rispettoso per i diritti individuali, incarnato sotto forma di un capitalismo che abbraccia l'etica del laissez faire; e il ruolo dell'arte nella natura umana è di trasformare le più ampie idee metafisiche dell'uomo, attraverso una selettiva riproduzione della realtà, in un'opera concreta che egli stesso può comprendere e cui può rispondere emotivamente. L'oggettivismo celebra l'uomo come un proprio eroe, "con la felicità come il suo scopo morale principale nella sua vita, con la realizzazione produttiva come la sua più nobile attività, e la ragione come il suo unico principio assoluto."

### Anarchismo filosofico
L'anarchismo filosofico è una scuola di pensiero anarchica che sostiene che lo Stato sovrano manca di legittimità morale e - in contrasto con l'anarchismo rivoluzionario - non invoca una rivoluzione violenta per eliminarlo ma predica un'evoluzione pacifica per superarlo. Anche se l'anarchismo filosofico non necessariamente implica una qualsiasi azioni o desiderio per l'eliminazione dello Stato, gli anarchici filosofici non credono di avere l'obbligo o il dovere di obbedire allo Stato, o in teoria, che lo Stato ha il diritto di comandare.
L'anarchismo filosofico è un componente soprattutto dell'individualismo anarchico. Tra i maggiori esponenti dell'anarchismo filosofico ritroviamo Mohandas Gandhi, William Godwin, Pierre-Joseph Proudhon, Herbert Spencer, Max Stirner Benjamin Tucker, e Henry David Thoreau. Tra i filosofi anarchici contemporanei ritroviamo John Simmons e Stefano Carraro.
La dottrina dell'individualismo economico afferma che ciascun individuo dovrebbe essere autonomo nel prendere le proprie decisioni sul piano economico, al contrario di come potrebbe fare uno Stato, o la società, ossia che potrebbero stabilire decisioni per questo.

### Liberalismo classico
Il liberalismo classico è un'ideologia politica che si è sviluppata nel XIX secolo in Inghilterra, in Europa Occidentale, e nelle Americhe. Seguì le prime forme di liberalismo nel suo impegno per la libertà personale e al governo del popolo, ma differì dal liberalismo primitivo per via del suo impegno nello sviluppo del libero mercato e degli economisti classici. Notevoli liberali classici del diciannovesimo secolo furono Jean-Baptiste Say, Thomas Malthus, e David Ricardo. Liberalismo classico rifiorì nel ventesimo secolo grazie a Ludwig von Mises e Friedrich Hayek, e successivamente si sviluppò grazie a Milton Friedman, Robert Nozick, Loren Lomasky, e Jan Narveson.
L'espressione liberalismo classico è spesso usata per riferirsi a tutte le forme di liberalismo che sono sorte prima del XX secolo. E, dopo gli anni 70, questo termine iniziò ad essere di uso comune tra i libertariani per descrivere il loro appoggio nel primato della libertà economica e del governo minimale. È spesso difficile stabilire quale significato è inteso in un discorso aperto.

### Individualismo anarchico ed economia
Riguardo alle questioni economiche dell'anarco-individualismo, all'interno di questa frangia, vi sono molti sostenitori del mutualismo (Pierre-Joseph Proudhon, Émile Armand, prime teorie di Benjamin Tucker); delle posizioni favorevoli al diritto naturale (Benjamin Tucker (inizi), Lysander Spooner, Josiah Warren); e di "irrispettose" concezioni verso "fantasmi" quali proprietà privata e l'economia di mercato (Max Stirner, John Henry Mackay, Lev Chernyi, Benjamin Tucker (successivamente), Renzo Novatore, illegalismo).

#### Mutualismo
Il mutualismo è una scuola di pensiero anarchica che può essere rintracciata attraverso gli scritti di Pierre-Joseph Proudhon, che propone una società in cui ciascuna persona possiede dei mezzi di produzione, sia individualmente che collettivamente, con un commercio che costituisce l'importo equivalente del lavoro nel libero mercato. Integrale allo schema fu l'establishment del credito bancario reciproco che darebbe ai produttori un tasso d'interesse minimo solo sufficiente a coprire i costi di amministrazione. Il mutualismo si basa sulla teoria del valore lavoro che afferma che quando il lavoro o il suo prodotto viene venduto, in cambio, si dovrebbero ricevere prodotti o servizi recanti "la quantità di lavoro necessario per produrre un articolo della stessa utilità". Ricevere di qualcosa di meno sarebbe considerato sfruttamento, furto di lavoro, o un'usura.

### Socialismo libertario
Il libertarismo socialista (meglio noto come libertarismo di sinistra) è un termine largamente utilizzato per descrivere una differente visione della politica libertaria sotto svariati movimenti e teorici.
Il socialismo libertario, come sostenuto da teorici contemporanei come Peter Vallentyne, Hillel Steiner, e Michael Otsuka, è una dottrina che ha un forte legame con la libertà personale e presenta una visione egualitaria sulle natural resources, sostenendo che è illegittimo per qualcuno proclamarsi un possedimento privato di risorse a discapito altrui. Alcuni libertari progressisti di questo genere sostengono una forma di ridistribuzione della ricchezza sulla base di una richiesta da parte di ciascun individuo che ha diritto ad una quota uguale di risorse naturali. Anarco-socialisti, come Murray Bookchin, anarco-comunisti come Peter Kropotkin e anarco-collettivisti come Michail Bakunin, vengono spesso definiti socialisti libertari. Noam Chomsky si è spesso definito come socialista libertario. Partiti libertario-progressisti, come Green, condividono con il "socialismo tradizionale una sfiducia verso l'economia di mercato, gli investimenti privati, l'etica del successo, e l'impegno per l'espansione dello stato sociale."

### Liberismo di destra
Libertarismo di destra o liberismo di destra è un termine usato per descrivere sia una forma non-collettivista del libertarismo che una varietà di diverse concezioni liberali alcune etichettate sotto l'etichetta "di destra" del libertarismo tradizionale tra cui il "liberismo conservatore".
La Stanford Encyclopedia of Philosophy lo ha chiamato "libertarismo (o liberismo) conservatore" ma afferma: "Il libertarismo è spesso considerato come una dottrina 'di destra'. Questa, tuttavia, è un'incomprensione per via di due motivi. In primo luogo, più su un piano sociale che economico, il libertarismo tende ad essere 'di sinistra'. Si oppone alle leggi che vanno contro i rapporti sessuali consenzienti e privati tra adulti (a.e., rapporti omosessuali, sesso pre-matrimoniale, e devianze sessuali), che limitano l'uso di stupefacenti, leggi che impongono pensieri o pratiche religiosi sugli individui, e un servizio militare obbligatorio. In secondo luogo, in aggiunta alla meglio conosciuta versione del libertarismo — liberismo conservatore — ne esiste un'altra meglio conosciuta come 'socialismo libertario'. Entrambi approvano in pieno la proprietà privata, ma differiscono per quanto riguarda gli agenti che hanno competenze adeguate per delle inappropriate risorse naturali (terra, aria, acqua, ecc.)"